# Rezerwat przyrody Biele
Rezerwat przyrody Biele – florystyczny rezerwat przyrody, położony w gminie Ceranów, w powiecie sokołowskim, na południe od wsi Noski. Znajduje się na gruntach Skarbu Państwa w zarządzie Nadleśnictwa Sokołów, na terenie leśnictwa Ceranów w oddziale 15. Leży w granicach Nadbużańskiego Parku Krajobrazowego.
Rezerwat został utworzony 8 grudnia 1989 roku na mocy Zarządzenia Ministra Ochrony Środowiska, Zasobów Naturalnych i Leśnictwa na powierzchni 27,90 ha.

## Klasyfikacja rezerwatu
Jest to rezerwat florystyczny (Fl) objęty ochroną częściową. Według głównego przedmiotu ochrony stanowi rezerwat florystyczny (PFl) podtypu roślin zielnych i krzewinek (rzk), natomiast według głównego typu ekosystemu należy do typu leśnego i borowego (EL), podtypu lasów nizinnych (lni).

## Cel i przedmiot ochrony
Celem ochrony jest zachowanie i ochrona stanowiska pełnika europejskiego (Trollius europaeus) oraz innych chronionych i rzadkich gatunków roślin. Przedmiotem ochrony jest stanowisko wyżej wymienionych roślin.

## Walory przyrodnicze
Powierzchnię rezerwatu pokrywa drzewostan zróżnicowany zarówno pod względem gatunkowym i siedliskowym, jak i pod względem wieku. Poza bardzo bogatym stanowiskiem pełnika europejskiego (Trollius europaeus) występują tu także inne gatunki chronione, takie jak: wawrzynek wilczełyko (Daphne mezereum), gnieźnik leśny (Neottia nidus-avis), kruszczyk szerokolistny (Epipactis helleborine) i kopytnik (Asarum europaeum). Z gatunków rzadkich spotykane są między innymi: bodziszek leśny (Geranium sylvaticum), kozłek całolistny (Valeriana simplicifolia), jaskier kaszubski (Ranunculus cassubicus) oraz rutewka wąskolistna (Thalictrum lucidum).
Pod względem fitosocjologicznym zbiorowisko z pełnikiem ma charakter przejściowy pomiędzy wilgotną łąką z rzędu Molinietalia a podzespołem pełnikowym świetlistej dąbrowy Potentillo albae-Quercetum trollietosum. Wydzielenie leśne, na terenie którego występuje pełnik europejski, wykazuje duże zróżnicowanie siedliskowe. Występuje tu 6 typów siedliskowych lasu: ols, ols jesionowy, las mieszany wilgotny, bór mieszany wilgotny, bór mieszany świeży i bór świeży. Bogaty i zróżnicowany drzewostan budowany jest przez 14 gatunków drzew. W podszycie występują między innymi jałowiec pospolity, kruszyna pospolita i kalina koralowa.
Rezerwat nie jest udostępniony dla ruchu turystycznego.